# Kombucha

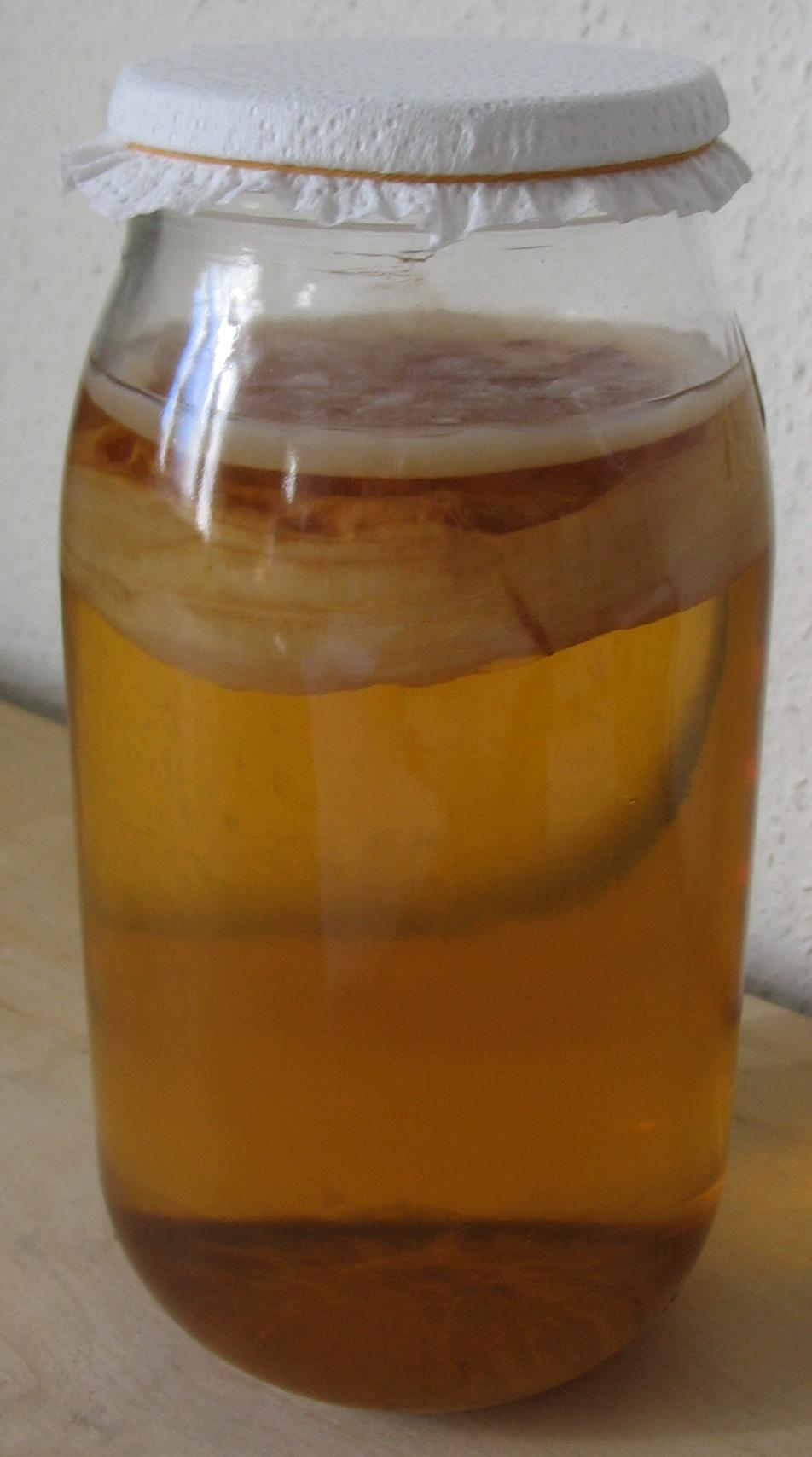
Kombucha

Kombucha är en fermenterad sötad dryck, baserad på svart te, vatten och socker. Den marknadsförs som ett probiotikum, en nyttodryck med påstådda hälsoeffekter.. 
Jäsningen sker med hjälp av bakteriekulturer som Acetobacter, Gluconobacter, Gluconacetobacter och jästkulturer som  Saccharomyces, Schizosaccharomyces och Zygosaccharomyces som omvandlar sockret till bland annat ättiksyra och andra organiska syror. Kombucha anses ingå i kategorin probiotika.

## Historik
Kombuchakulturen producerar en geléaktig matta av cellulosa på sin yta, som på grund av sitt utseende brukar kallas kombuchasvamp. Den är också känd som Volga-svamp eller tesvamp och de äldsta källorna i vilka dess användning dokumenterats är cirka 2200 år gamla. Ursprunget anges oftast till norra Kina. 
En vanlig missuppfattning är att den så kallade "svampen" verkligen är en svamp och är vital för kulturen. I själva verket är det endast en restprodukt från fermenteringsprocessen. [källa behövs]
För att undersöka möjliga hälsosamma effekter av kombucha och för att identifiera dess huvudkomponenter, genomfördes en undersökning av Cornell University i USA. Resultatet publicerades 1998. Effekter av kombucha tillskrivs framför allt förekomsten av ättiksyra, men även den generellt höga syranivån.
Kombucha har i studier på möss och råttor visat antimikrobiella, antioxidativa, leverskyddande och cancerförebyggande effekter, men motsvarande studier har ännu[när?] inte genomförts med människor.

## Ingående ämnen
Kombucha innehåller bland annat ett stort antal organiska syror (inklusive ättiksyra, glukonsyra, glukuronsyra, citronsyra och mjölksyra), sockerarter (som sackaros, glukos och fruktos), vitaminer (B1, B2, B6, B12 och C), 14 stycken aminosyror, mineraler, polyfenoler (som är antioxidanter) och DSL (D-sackarinsyra-1,4-lakton)[källa behövs].